# Spiroberotha sanctarosae
Spiroberotha sanctarosae is een insect uit de familie van de Berothidae, die tot de orde netvleugeligen (Neuroptera) behoort. 
Spiroberotha sanctarosae is voor het eerst wetenschappelijk beschreven door Adams in 1990.